# باشگاه فوتبال سانتا ماریا
باشگاه فوتبال سانتا ماریا (به پرتغالی: Santa Maria Futebol Clube) یک باشگاه فوتبال حرفه‌ای در کشور پرتغال است که در سال ۱۹۴۳ تأسیس شده‌است.

## ورزشگاه خانگی
این باشگاه فوتبال حرفه‌ای، مسابقات خانگی خود را در ورزشگاه Estádio da Devesas که دارای ظرفیت ۴۰۰۰ نفر است برگزار می‌کند.